# Giovanni Evangelisti
Giovanni Evangelisti, född den 11 september 1961 i Rimini, är en italiensk före detta friidrottare som under 1980-talet och början av 1990-talet tävlade i längdhopp.
Evangelisti deltog vid EM 1982 i Prag där han slutade på sjätte plats. Året efter var han med vid det första världsmästerskapet som gick i Helsingfors där han inte tog sig vidare till finalen. 
Karriärens höjdpunkt var 1984 då han deltog vid Olympiska sommarspelen i Los Angeles och med ett hopp på 8,24  slutade han på tredje plats. Samma resultat blev det vid det första världsmästerskapet inomhus i Paris där hans längsta hopp mäte 7,88. Ytterligare en bronsmedalj erhöll Evangelisti vid EM utomhus 1986 i Stuttgart, denna gång hoppade han 7,92.
1987 blev han bronsmedaljör vid VM inomhus och silvermedaljör vid EM inomhus. Han deltog även vid VM i Rom där han slutade på fjärde plats med ett hopp på 8,19. Samma år noterade han även sitt personliga rekord  8,43.
Året efter deltog han vid Olympiska sommarspelen 1988 i Seoul där hans 8,08 åter placerade honom som fyra. 1991 deltog han vid VM inomhus i Sevilla där han för tredje gången blev bronsmedaljör denna gång med ett hopp på 7,93.
Hans sista mästerskap var VM i Tokyo 1991 där han slutade sjua.